# Exoprosopa rutiloides
Exoprosopa rutiloides är en tvåvingeart som beskrevs av Mario Bezzi 1924. Exoprosopa rutiloides ingår i släktet Exoprosopa och familjen svävflugor. Inga underarter finns listade i Catalogue of Life.